# Италијански носач авиона Кавур
Носач авиона Кавур (550) (итал. Portaerei Cavour (550)) је италијански носач авиона. Име је добио по италијанском политичару и државнику Грофу Камилу Бенсу ди Кавуру. Брод је изградила компанија Fincantieri у бродоградилишту Riva Trigoso. Брод је поринут 27. маја 2008, а потпуно је оперативан од 10. јуна 2009. У броду се налази хангар површине 2.800 m², у који може стати и до 24 тенка.
Кавур има депласман од 27.100 тона, али може достићи и 30.000 тона након побољшања која су начињена 2008. године.
У прву мисију брод је кренуо 19. јануара 2010, како би учествовао у операцији пружања помоћи након разорног земљотреса на Хаитију 2010.